# Cartograma

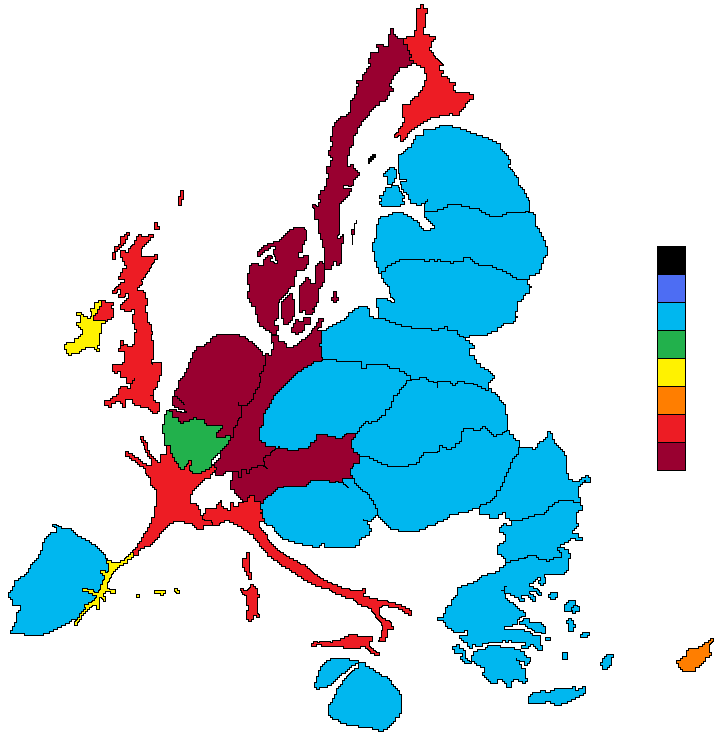
Cartograma mostrando as estimativas do grupo Open Europe da despesa em euros da União Europeia para o período 2007-2013 per capita, baseado nas estimativas populacionais do Eurostat para 2007 (Luxemburgo não exibido).
Contribuintes
-5000 a -1000 euro per capita
-1000 a -500 euro per capita
-500 a 0 euro per capita
Recipientes
0 a 500 euro per capita
500 a 1000 euro per capita
1000 a 5000 euro per capita
5000 a 10000 euro per capita
10000 euro per capita ou mais
n/a

Um cartograma é um mapa que mostra informação quantitativa mantendo um certo grau de precisão geográfica das unidades espaciais mapeadas.
Por exemplo, um cartograma da população ilustra proporcionalmente os países ou regiões tomando a área como indicador do número de habitantes, escalando-os de modo a representar essa variável; mantendo-se a forma relativa de cada zona, região ou país, tanto quanto possível, cria-se necessariamente distorção.
Um cartograma populacional distorcido para mostrar equivalência entre área e população é também referido como um mapa isodemográfico. Os tipos de cartogramas mais comuns são os de área e os de distância.

## Cartogramas de área
Um cartograma de área é referido por vezes como um mapa de valor-por-área; as formas de cada polígono são mantidas tão próximas quanto possível do original, embora alguma distorção necessariamente ocorra. Outros sinónimos são mapa anamórfico e mapa de iguais densidades.

## Cartogramas de distância
Um cartograma de distância também pode ser chamado um cartograma de ponto central. A forma é tipicamente usada para mostrar os tempos de percurso relativos e as direções dos vértices numa rede.
Um dos primeiros cartógrafos a gerar cartogramas com ajuda de visualização computacional foi Waldo Tobler da UC Santa Barbara na década de 1960.